# 向日葵前范戴克自画像
《向日葵前自画像》是来自 西属尼德兰安特卫普的佛兰芒巴洛克艺术家安东尼·范戴克的一幅布面油画，绘制于1632至 1633 年。当时范戴克在英国查理一世 的宫廷中担任首席宫廷画家，在肖像画界长期享有权威。  艺术史学家们一直在争论向日葵和金链背后的象征意义。  这幅画代表英国晚期的风格。   这部作品现藏于柴郡的伊顿庄园，属于西敏公爵的私人收藏。